# Резолюция Генеральной Ассамблеи ООН 3314
Резолюция Генеральной Ассамблеи ООН 3314 (XXIX) «Определение агрессии» принята 14 декабря 1974 года для определения акта агрессии.

## Предпосылки принятия
Принятие определения стало кульминацией длительного процесса, начавшегося в 1923 году под эгидой Лиги Наций. В декабре 1967 года Генеральная Ассамблея приняла резолюцию 2330 (XXII), которой создан Специальный комитет по вопросу об определении агрессии.  Этот орган состоит из 35 государств-членов.  Через семь лет он представил Генеральной Ассамблее проект предложений, которые легли в основу окончательного определения агрессии.

## Текст резолюции
Документ состоит из преамбулы и восьми статей.
В преамбуле напоминается, что основная цель ООН - поддержание мира, что согласно Уставу ООН только Совет Безопасности определяет существование угрозы миру и существование акта агрессии, что государства обязаны решать споры мирными средствами, что территория государства не должна быть объектом приобретения в результате применения силы, что вопрос о том, совершен ли акт агрессии должен рассматриваться с учетом всех обстоятельств в каждом отдельном случае.
В статье 1 дается определение агрессии.
:
Агрессией является применение вооруженной силы государством против суверенитета, территориальной неприкосновенности или политической независимости другого государства, или каким-либо другим образом, несовместимым с Уставом Организации Объединенных Наций, как это установлено в настоящем определении.
В примечании к статье поясняется, что под термином "государство" могут пониматься также непризнанные или не являющиеся членами ООН государства, а так же группы государств.
В статье 2 указывается, что применение каким-либо государством вооруженной силы первым является свидетельством акта агрессии, хотя Совет Безопасности на основании Устава может сделать другой вывод, исходя из серьезности последствий такого применения.
В статье 3 перечислены действия, которые, независимо от объявления войны, будут квалифицироваться в качестве акта агрессии. Среди них вторжение вооруженных сил государства на территорию другого государства, бомбардировка, блокада портов или берегов, нападение на вооруженные силы государства на территории третьего государства, предоставление своей территории в распоряжение другого государства для совершении агрессии против третьего государства, засылка вооруженных банд на территорию другого государства.
В статье 4 поясняется, что вышеприведенный список не является исчерпывающим и может быть изменен Советом Безопасности.
В статье 5 утверждается, что агрессия является преступлением против мира и влечет международную ответственность.
В статье 6 напоминается, что настоящая резолюция ни расширяет, ни сужает сферу действия Устава ООН, не влияя в том числе на положение, когда применение силы является законным.
В статье 7 уточняется, что резолюция не может ущемлять записанное в Уставе ООН право на самоопределение народов, их право на свободу и их право на борьбу за независимость против угнетения.
В статье 8 записано, что все положения резолюции взаимосвязанными: каждое из них не может вырываться из контекста, а должно рассматриваться в общем контексте.

## Критика определения
Формулировки резолюции подверглась критике со стороны многих комментаторов. Ее положения по использованию вооруженных иррегулярных частей туманны, так как неясно, какой уровень "вовлеченности" повлечет за собой ответственность государства. Кроме того, определение весьма государство-ориентированно в том, что считает государства единственными участниками, ответственными за акты агрессии. Оно не подразумевает местные или транснациональные повстанческие группы, такие как, например, те, которые приняли участие в гражданской войне в Сьерра-Леоне и югославских войнах, были ключевыми игроками в своих конфликтах; и несмотря на это, они не входят в объем определения.
Определение агрессии также не охватывает действия международных организаций. Два ключевых военных союза на момент принятия определения, НАТО и Варшавский договор, являлись негосударственными участниками и, таким образом, выходили за рамки определения. Кроме того, определение не касается обязанностей лиц, причастных к актам агрессии. Оно широко воспринимается как недостаточное, на каком основании будут осуществляться отдельные уголовные преследования.
Определение не является обязательным для Совета Безопасности ООН. Устав Организации Объединенных Наций наделяет Генеральную Ассамблею, правом давать рекомендации Совету Безопасности Организации Объединенных Наций, но Ассамблея не может диктовать Совету. В преамбуле резолюции записано, что она предназначена лишь в основном для того, чтобы помочь Совету Безопасности "в определении, в соответствии с Уставом наличия акта агрессии". Совет Безопасности может применять или игнорировать это руководство, как считает нужным. Ряд юристов утверждает, что определение агрессии не оказало "никакого видимого воздействия" на обсуждениях в Совете безопасности.